# Riudoms
Riudoms – gmina w Hiszpanii, w prowincji Tarragona, w Katalonii, o powierzchni 32,36 km². W 2011 roku gmina liczyła 6530 mieszkańców.